# Paxton House
Paxton House è un palazzo storico situato a Paxton, contea di Berwickshire negli Scottish Borders, pochi chilometri a sudovest di Berwick-upon-Tweed, adiacente al fiume Tweed.
Costruita come villa rurale per Patrick Home di Billie in un vano tentativo di attrarre un'ereditiera prussiana. Attribuita all'architetto scozzese James Adam (forse in collaborazione col figlio John Adam), fu costruita tra il 1758 e il 1766, sotto la supervisione di James Nisbet, con vasti interni (ca. 1773) disegnati da Robert Adam e mobili di Thomas Chippendale. L'Ala Est fu aggiunta negli anni 1812-13 dall'architetto Robert Reid per ospitare una biblioteca e pinacoteca.
Originariamente base domiciliare della famiglia Paxton, passò in eredità ai successori fino al 1988, quando l'ultimo laird, John David Home Robertson, membro socialista del Parlamento, ha posto il palazzo e i relativi terreni nel trust Paxton House Historic Building Preservation. Tutta la proprietà è attualmente aperta al pubblico come galleria d'arte associata alle Gallerie Nazionali di Scozia.

## Galleria di Paxton House
La galleria d'arte si trova all'interno delle sale della Paxton House. Nell'anno 1780, il proprietario Patrick Home di Wedderburn tornò dal suo Grand Tour, durato otto anni, con una vasta collezione di dipinti britannici ed europei. Purtroppo morì prima ancora che i dipinti fossero disimballati e in seguito Miss Jean Home, che ereditò Paxton House e le pitture, impiegò il Maestro delle Opere Reali, l'architetto Robert Reid (1776-1856), per costruire ciò che è ora l'Ala Est di Paxton House per ospitare una Biblioteca e una Galleria. La Galleria è ora la sola sala appositamente adibita ad ospitare una collezione di dipinti.
Il Paxton Trust, in associazione con le National Galleries of Scotland, ha accuratamente restaurato la Galleria facendola ritornare allo schema di colori originali, e sebbene i dipinti di Patrick Home siano stati venduti e dispersi, un'importante collezione della National Gallery viene ospitata al loro posto alla maniera del XIX secolo.